# Życie zaczyna się po czterdziestce
Życie zaczyna się po czterdziestce (fr. Qu'elle est belle la quarantaine) – francuski film telewizyjny z 2003 roku. Film kręcono w Paryżu. Premiera filmu miała miejsce 22 października 2003 w stacji TF1.

## Główne role
- Bruno Wolkowitch - jako Marc Blanchet
- Charlotte Kady - jako Jeanne
- Isabelle Gelinas - jako Noemie
- Anna Mihalcea - jako Pauline
- Jean-Michel Tinivelli - jako Alex
- Catherine Alric - jako Pani Prezydent

## Fabuła
Marc Blanchet (Bruno Wolkowitch), 40-latek, pracuje w agencji ubezpieczeniowej. Od śmierci żony, która nastąpiła przed 4 laty, samotnie wychowuje 16-letnią córkę, Pauline (Anna Mihalcea).
Pewnego dnia jego szefowa proponuje mu awans. W zamian musi on przyjąć jej erotyczną propozycję. Marc odmawia. Wówczas jego przyjaciel Alex (Jean-Michel Tinivelli) przekonuje go, że nie powinien unikać kobiet. Namawia go do spotkania z atrakcyjną Noémie (Isabelle Gélinas). Ta jednak nie może się stawić w umówionym miejscu. Wysyła więc swoją koleżankę Jeanne (Charlotte Kady). Kobieta jest rozwódką i matką 5-letniej córeczki.
Wraz z Markiem przypadają sobie do gustu. Mężczyzna zaprasza Jeanne na wspólny wyjazd do Marakeszu. Tymczasem Pauline nie chce dzielić się ojcem z inną kobietą. Postanawia zrobić wszystko, by nowa znajomość Marca szybko się skończyła.